# Lac Lemieux
Lac Lemieux är en sjö i Kanada.   Den ligger i regionen Nord-du-Québec och provinsen Québec, i den östra delen av landet, 600 km norr om huvudstaden Ottawa. Lac Lemieux ligger 377 meter över havet. Arean är 24,6 kvadratkilometer. Den sträcker sig 10,6 kilometer i nord-sydlig riktning, och 7,0 kilometer i öst-västlig riktning.
I omgivningarna runt Lac Lemieux växer i huvudsak barrskog. Trakten runt Lac Lemieux är nära nog obefolkad, med mindre än två invånare per kvadratkilometer.